# 暗色维达雀
，是雀形目维达雀科的一种鸟类。

## 特征
暗色维达雀体重约13.09克，翼长约67毫米，喙宽度约3.7毫米，喙厚度约5.5毫米，嘴峰长约10.1毫米，跗蹠长约14.1毫米，尾长约42.2毫米。
暗色维达雀是留鸟，栖息在林地，它们是植食性动物，主要以植物的种子或坚果为食。它们分布在安哥拉西南部、肯尼亚、坦桑尼亚北部和东北部、刚果民主共和国东南部、赞比亚南部和东部、马拉维、莫桑比克西部、博茨瓦纳东北部、津巴布韦以及南非东北部。